# Tárnok vasútállomás
Tárnok vasútállomás egy Pest vármegyei vasútállomás, Tárnok nagyközségben, a MÁV üzemeltetésében.
A belterület délkeleti részén, ezen belül Újtelep településrész déli széle közelében helyezkedik el, a központtól közúton csaknem három, az ófalutól mintegy 3,5 kilométerre.
Közúti elérését déli irányból a 8104-es útból kiágazó, rövid 81 103-as számú mellékút, északról, a település központja felől önkormányzati fenntartású utak biztosítják.

## Vasútvonalak
Az állomást az alábbi vasútvonalak érintik:
- Budapest–Murakeresztúr-vasútvonal

## Kapcsolódó állomások
A vasútállomáshoz az alábbi állomások vannak a legközelebb:
- Érd alsó megállóhely (Budapest–Murakeresztúr-vasútvonal)
- Érd felső megállóhely
- Martonvásár vasútállomás (Budapest–Murakeresztúr-vasútvonal)

## Megközelítés tömegközlekedéssel
- Busz:  741, 742, Helyközi buszok

## Forgalom
| Járat                  | Útvonal | Gyakoriság                          |
| ---------------------- | --- | ----------------------------------- |
| S30                    | Budapest-Déli – Budapest-Kelenföld – Albertfalva – Budafok – Kastélypark – Tétényliget – Érd alsó – Tárnok – Martonvásár – Baracska – Pettend – Kápolnásnyék – Velence – Velencefürdő – Gárdony – Agárd – Dinnyés – Székesfehérvár (– nyáron 1 darab Fonyódig) | Napi 4-5 pár                        |
| Z30                    | Budapest-Déli – Budapest-Kelenföld – Érd alsó – Tárnok – Martonvásár (– Baracska – Pettend – Kápolnásnyék – Velence – Velencefürdő – Gárdony – Agárd – Dinnyés – Székesfehérvár) | Félóránként                         |
| Z30                    | Tárnok → Érd alsó → Tétényliget → Budapest-Kelenföld (→ Budapest-Déli) | Munkanapokon reggel 2 Budapest felé |
| S34                    | Budapest-Déli – Budapest-Kelenföld – Albertfalva – Budafok – Kastélypark – Tétényliget – Érd alsó – Tárnok – Martonvásár – Baracska – Pettend – Kápolnásnyék – Velence – Velencefürdő – Gárdony – Agárd – Dinnyés – Székesfehérvár – Maroshegy – Lepsény – Balatonaliga – Balatonvilágos – Szabadisóstó – Szabadifürdő – Siófok – Balatonszéplak felső – Balatonszéplak alsó – Zamárdi felső – Zamárdi – Szántód – Balatonföldvár – Balatonszárszó – Balatonszemes – Balatonlelle felső – Balatonlelle – Balatonboglár – Fonyódliget – Fonyód – Bélatelep – Alsóbélatelep – Balatonfenyves – Balatonfenyves alsó – Máriahullámtelep – Máriaszőlőtelep – Balatonmáriafürdő – Balatonberény – Balatonszentgyörgy – Keszthely                                                                                     | Nyáron napi 2 pár                   |
| S35                    | Budapest-Déli – Budapest-Kelenföld – Budafok → (Nagykanizsa felé: Budatétény → Barosstelep → Érdliget → Érd felső → Tárnok → Martonvásár → Baracska → Pettend → Kápolnásnyék; Budapest felé: ← Érd alsó) – Velence – Velencefürdő – Gárdony – Agárd (→ Dinnyés) – Székesfehérvár – Maroshegy – Lepsény – Balatonaliga – Balatonvilágos – Szabadisóstó – Szabadifürdő – Siófok – Balatonszéplak felső – Balatonszéplak alsó – Zamárdi felső – Zamárdi – Szántód – Balatonföldvár – Balatonszárszó – Balatonszemes – Balatonlelle felső – Balatonlelle – Balatonboglár – Fonyódliget – Fonyód – Bélatelep – Alsóbélatelep – Balatonfenyves – Balatonfenyves alsó – Máriahullámtelep – Máriaszőlőtelep – Balatonmáriafürdő – Balatonberény – Balatonszentgyörgy – Vörs – Zalakomár – Zalaszentjakab – Nagykanizsa | Nyáron napi 1 Nagykanizsa felé      |
| S36                    | Kőbánya-Kispest – Ferencváros – Budapest-Kelenföld – Albertfalva – Budafok – Kastélypark – Tétényliget – Érd alsó – Tárnok (– Martonvásár) | Óránként                            |
| G43                    | Kőbánya-Kispest – Ferencváros – Budapest-Kelenföld – Budafok – Budatétény – Barosstelep – Érdliget – Érd felső – Tárnok – Martonvásár – Baracska – Kápolnásnyék – Velence – Gárdony – Agárd – Székesfehérvár | Óránként                            |
| G43                    | Székesfehérvár → Dinnyés → Agárd → Gárdony → Velencefürdő → Velence → Kápolnásnyék → Pettend → Baracska → Martonvásár → Tárnok → Érd felső → Érdliget → Barosstelep → Budatétény → Budafok → Budapest-Kelenföld → Ferencváros → Kőbánya-Kispest | Kora reggel 3 Budapest felé         |
| G44                    | Tárnok → Érd felső → Érdliget → Barosstelep → Budatétény → Budafok → Budapest-Kelenföld → Budapest-Déli | Napi 1 Budapest felé                |
| személyvonat           | Budapest-Déli – Budapest-Kelenföld (→ Albertfalva → Budafok → Kastélypark → Tétényliget) – Érd alsó – Tárnok – Martonvásár (→ Baracska → Pettend → Kápolnásnyék → Velence → Velencefürdő → Gárdony → Agárd → Dinnyés) – Székesfehérvár – Maroshegy – Szabadbattyán – Kiscséripuszta – Polgárdi-Tekerespuszta – Lepsény – Balatonaliga – Balatonvilágos – Szabadisóstó – Szabadifürdő – Siófok | Napi 1 pár                          |
| Déli<-parti InterRégió | (Balatonszentgyörgy → Balatonberény → Balatonmáriafürdő → Máriaszőlőtelep → Máriahullámtelep → Balatonfenyves alsó → Balatonfenyves → Alsóbélatelep → Bélatelep → Fonyód → Fonyódliget → Balatonboglár → Balatonlelle → Balatonlelle felső → Balatonszemes → Balatonszárszó → Balatonföldvár → Szántód → Zamárdi → Zamárdi felső → Balatonszéplak alsó → Balatonszéplak felső →) Siófok → Szabadifürdő → Szabadisóstó → Balatonvilágos → Balatonaliga → Lepsény → Maroshegy → Székesfehérvár → Dinnyés → Agárd → Gárdony → Velencefürdő → Velence → Kápolnásnyék → Pettend → Baracska → Martonvásár → Tárnok → Érd alsó → Tétényliget → Kastélypark → Budafok → Albertfalva → Budapest-Kelenföld → Budapest-Déli                                                                                               | Napi 1 Budapest felé                |

## Képgaléria

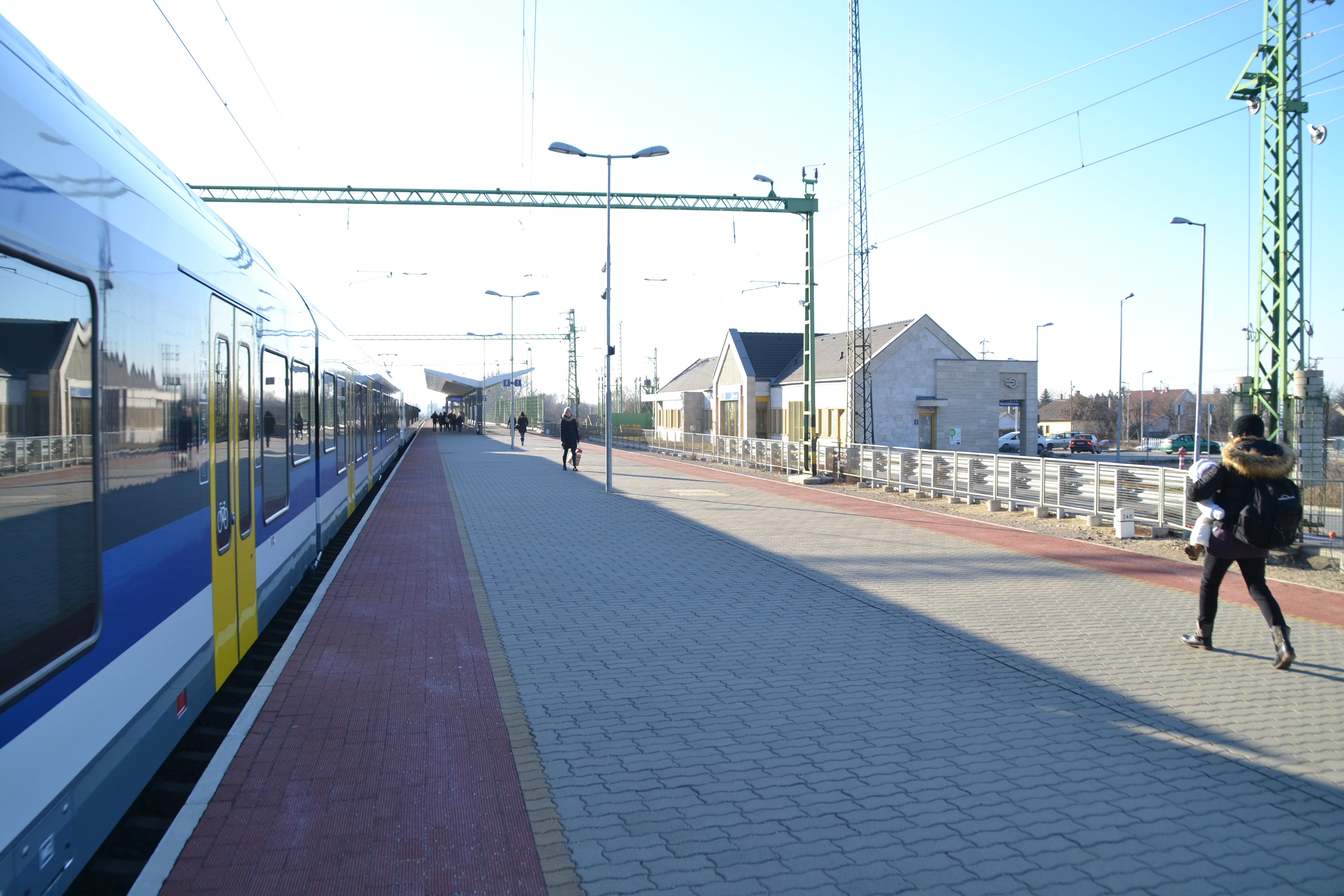
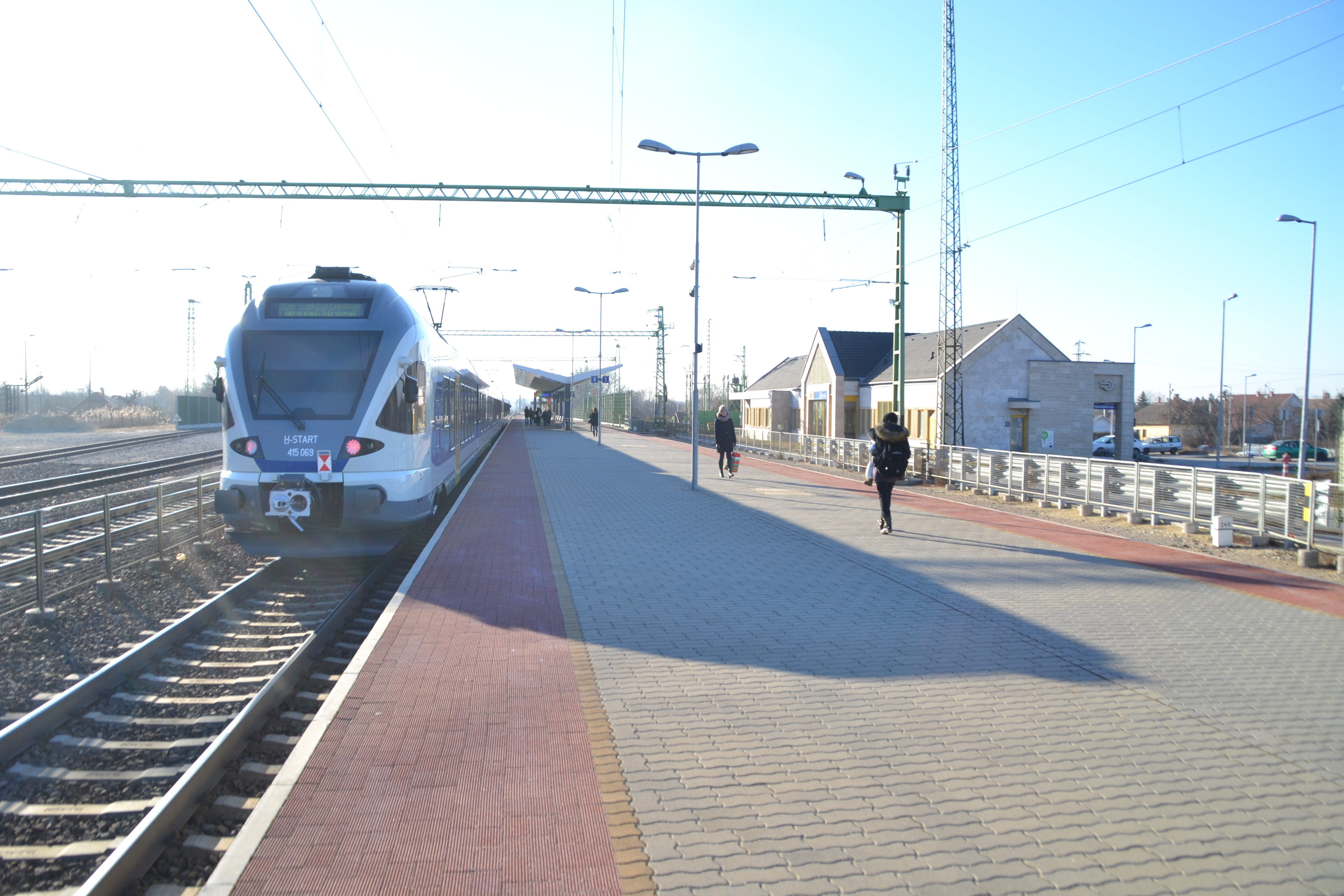
Stadler FLIRT motorvonat indul Székesfehérvár felé
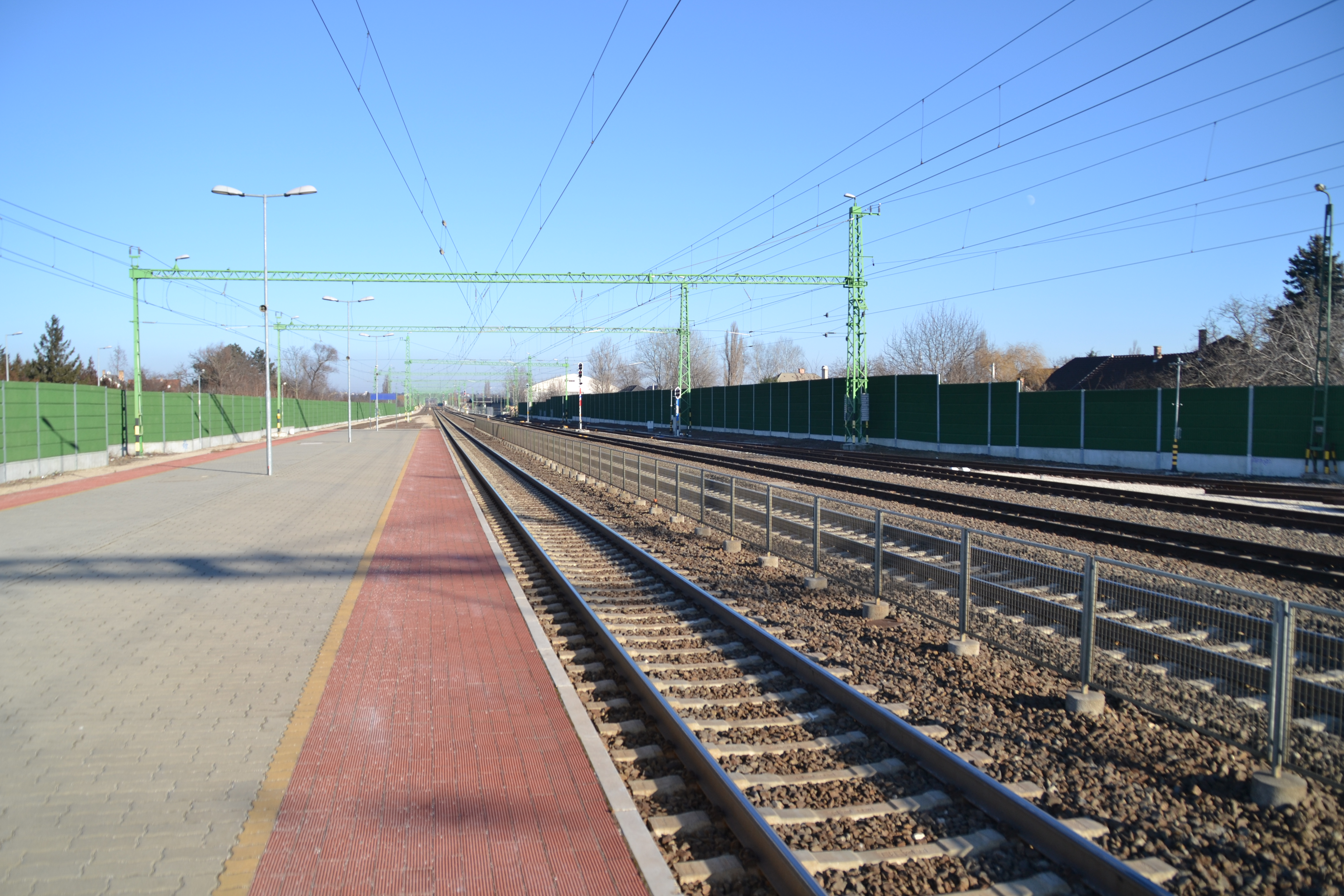
Peronok
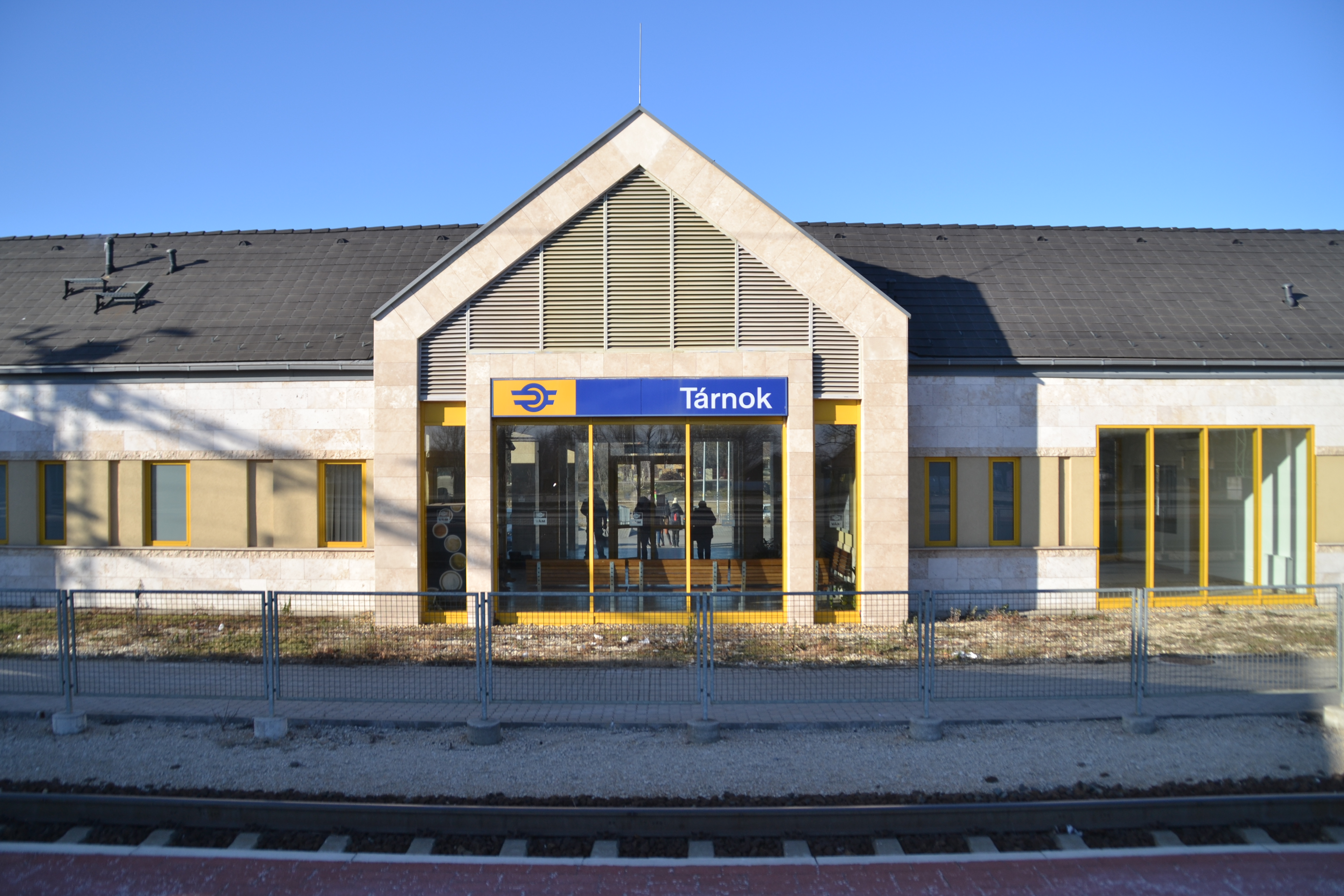
Az állomás bejárata